# Sankt Ulrich bei Steyr
Sankt Ulrich bei Steyr är en ort och kommun i Österrike. Den ligger i distriktet Steyr-Land i förbundslandet Oberösterreich, 140 kilometer väster om huvudstaden Wien. 
Kommunen består av sex orter (Ortschaften) (inom parentes invånarantal 1 januari 2024):
- Ebersegg (125)
- Gmain (28)
- Kohlergraben (102)
- Kleinraming (551)
- St. Ulrich bei Steyr (1 621)
- Unterwald (788)